# Piętno (film 1983)
Piętno – polski film sensacyjny z 1983 roku w reżyserii Ryszarda Czekały.
Film kręcony na odcinku Wrocław-Legnica autostrady A4 i dworcu kolejowym w Nowej Rudzie.

## Opis fabuły
Józef Mrotek od urodzenia żyje w cieniu legendy swojego ojca, Jana Mrotka, działacza ludowego zamordowanego w 1945 roku przez reakcję. Podczas obchodów jego śmierci w rodzinnej wsi postanawia więc szczegółowo zbadać okoliczności zabójstwa. Dzięki uprzywilejowanej pozycji w państwie odnajduje akta z procesu morderców.

## Obsada
- Maciej Góraj jako Józef i Jan Mrotek
- Leon Niemczyk jako prokurator
- Zbigniew Buczkowski jako Chłop, świadek w sądzie
- Ryszard Kotys jako stajenny
- Grażyna Skorłutowska jako Marta
- Zdzisław Kozień jako Bolesław Mazur
- Anna Milewska jako matka Józefa
- Helena Kowalczykowa jako babka Józefa
- Henryk Hunko jako stajenny
- Alfred Freudenheim jako sędzia
- Tomasz Zaliwski jako mówca na pogrzebie

i inni